# Phare des Smalls
Le phare des Smalls se trouve sur le plus grand d'un groupe de rochers de basalte et de dolérite lavés par les vagues, connus sous le nom de The Smalls, à environ 32 km à l'ouest de la péninsule de Marloes, dans le Pembrokeshire, au Pays de Galles, à l'ouest de la petite île inhabitée de Grassholm. Il a été érigé en 1861 par l'ingénieur James Nicholas Douglass (en) pour remplacer un précédent phare qui avait été érigé en 1776 sur le même rocher.
Ce phare est géré par le Trinity House Lighthouse Service à Londres, l'organisation de l'aide maritime des côtes du Pays de Galles. Il est leur phare le plus ancien.

## Histoire

### Phare précédent

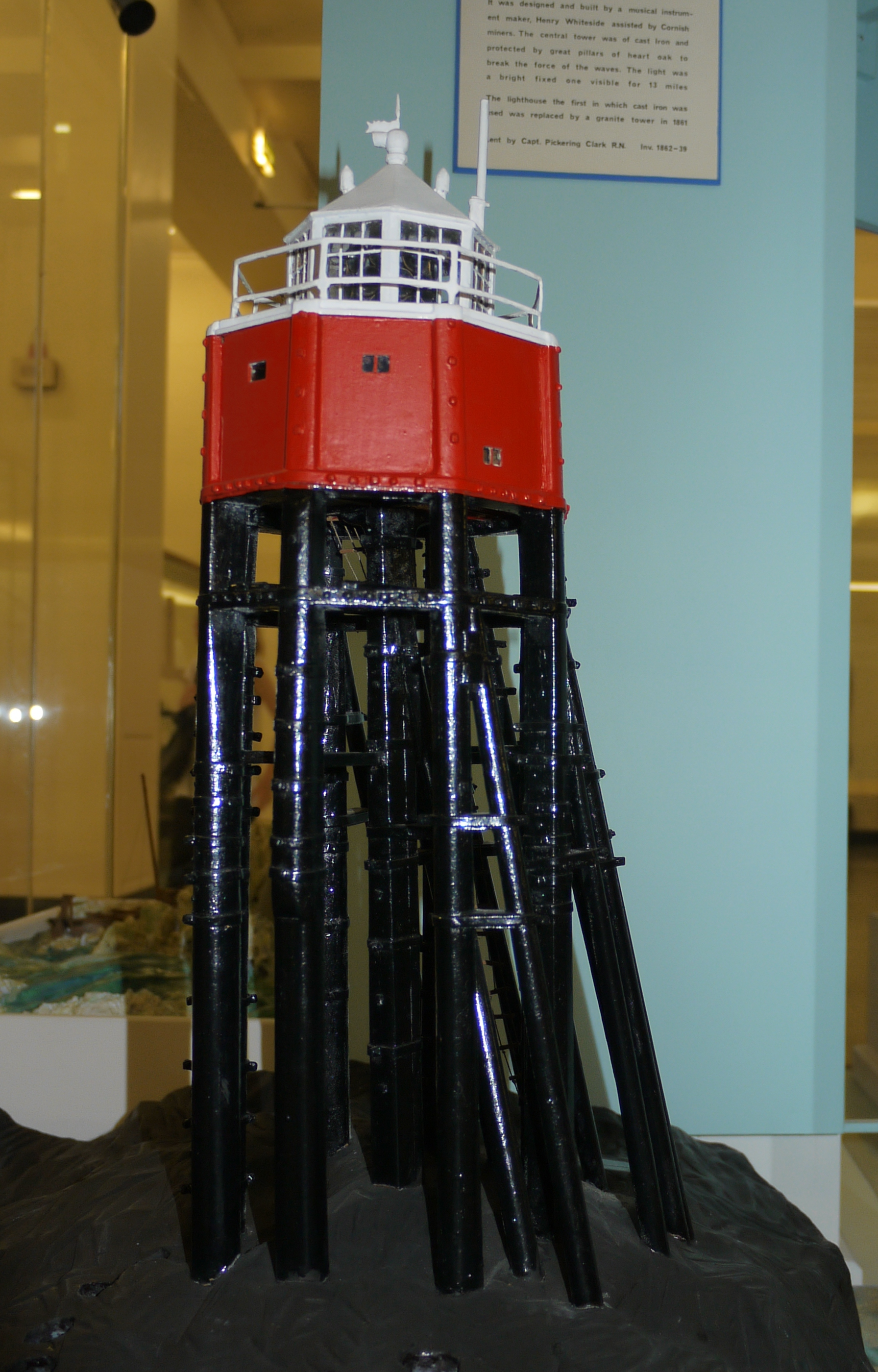
Maquette de l'ancien phare des Smalls.

Le premier phare a été érigé entre 1775 et 1776, sur les plans du fabricant d'instruments de musique de Liverpool Henry Whiteside. Il était bâti sur neuf piliers de chêne, permettant à la mer de passer par-dessous. Bien qu'il ait souffert de quelque balancement, il a tenu pendant quatre-vingts ans. Au cours de sa vie, un certain nombre d'étais supplémentaires ont été ajoutés aux neuf premiers.
Ce vieux phare a généré de belles histoires. Quand Whiteside a visité le phare en 1777, il y est resté bloqué pendant un mois à cause de la forte houle, ayant presque épuisé les réserves alimentaires. Il a écrit un message à un ami de Saint David's en mettant son message dans une bouteille qui est arrivé à destination deux jours après.
Ce vieux phare a aussi provoqué un changement dans la gestion des phares en 1801 après un épisode horrible. Une équipe de deux hommes, Thomas Howell et Thomas Griffith, connus pour se quereller, a créé l'évènement. Quand Griffith est mort dans un accident, Howell a craint d'être suspecté de meurtre s’il jetait le corps à la mer. Comme le corps commençait à se décomposer, Howell a construit un cercueil de fortune pour le cadavre et l'a attaché à une étagère extérieure. Des vents violents faisant sauter la caisse, le bras est apparu à la fenêtre, bougeant avec le vent. Travaillant seul et avec le cadavre en décomposition de son ancien collègue, Howell a tout de même réussi à garder le feu allumé. Quand Howell a finalement été relevé, il était méconnaissable et certains de ses amis ne l'ont pas reconnu. Jusqu'à l'automatisation des phares britanniques dans les années 1980 les équipes de gardien ont été augmentées au minimum de trois hommes. En 2011, cette histoire a fait l'objet d'une émission radiophonique à la BBC intitulée The Lighthouse d'Alan Harris.
En 1831, la tour a subi l'assaut d'une vague si énorme que le plancher de la salle des gardiens a été broyé et projeté contre le plafond, blessant tous les gardiens, dont l’un est décédé. Cependant, les dégâts ont été réparés et le phare a survécu encore vingt ans avant son remplacement.

### Phare actuel
En 1859, Trinity House, l'ayant racheté aux anciens concessionnaires en 1836, a commencé la construction d'une nouvelle tour. Celle-ci a été achevée en 1861.
En 1978 une héliport a été érigé au-dessus de la lanterne et en 1987 le phare a été automatisé. C'est le premier phare éolien et solaire du Royaume-Uni. Bien qu'il ne dispose que d'une ampoule de 35 watts, la lumière peut être vue jusqu'à 18 milles marins (33 km) grâce aux lentilles. Il a aussi été le premier phare du pays à avoir une toilette avec une chasse d'eau.

### Reprise de l'histoire au cinéma
L'histoire du phare de Smalls a été une source d'inspiration pour le film The Lighthouse réalisé par Robert Eggers en 2019. En effet ce film raconte l'histoire de deux gardiens de phare que tout oppose, et qui vont devoir cohabiter difficilement alors qu'une tempête sévit sur l'île.

### Lien connexe
- Liste des phares du Pays de Galles